# Tiro alla XXX Universiade
Le gare di tiro della XXX Universiade si sono svolte dal 2 al 9 luglio 2019, per le gare di tiro a segno, alla Mostra dell'Oltremare (Padiglione 3) a Napoli, per le gare di tiro a volo all'ASD Tiro a Volo Zainosi a Durazzano.

## Podi

### Uomini

#### Individuale
| Evento                         | Oro          | Argento       | Bronzo              |
| Carabina                       |              |               |                     |
| 10 m aria compressa (dettagli) | Patrik Jány  | Park Ha-jun   | Evgenii Panchenko   |
| Pistola                        |              |               |                     |
| 10 m aria compressa (dettagli) | Park Dae-hun | Zhang Bowen   | Sajjad Pourhosseini |
| Tiro a volo                    |              |               |                     |
| Fossa olimpica (dettagli)      | Yang Kun-pi  | Filip Marinov | Adrian Drobny       |
| Skeet (dettagli)               |              |               |                     |

#### Squadre
| Evento                         | Oro                                               | Argento                                                    | Bronzo                                           |
| Carabina                       |                                                   |                                                            |                                                  |
| 10 m aria compressa (dettagli) | Cina Kang Zhengguo Wang Yuefeng Zhang Chaoxuanzhu | Iran Hadi Gharbaghi Amir Mohammad Nekounam Mahyar Sedaghat | Slovacchia Patrik Jány Matei Medved Štefan Šulek |

### Donne

#### Individuale
| Evento                         | Oro             | Argento            | Bronzo              |
| Carabina                       |                 |                    |                     |
| 10 m aria compressa (dettagli) | Lucie Brázdová  | Elavenil Valarivan | Lin Ying-shin       |
| Pistola                        |                 |                    |                     |
| 10 m aria compressa (dettagli) | Dorsa Arabshahi | Hanieh Rostamian   | Kim Min-jung        |
| Tiro a volo                    |                 |                    |                     |
| Fossa olimpica (dettagli)      | Liu Wan-yu      | Fiammetta Rossi    | Sarsenkul Rysbekova |
| Skeet (dettagli)               |                 |                    |                     |

#### Squadre
| Evento                         | Oro                                                              | Argento                                               | Bronzo                                              |
| Carabina                       |                                                                  |                                                       |                                                     |
| 10 m aria compressa (dettagli) | Polonia Natalia Kochanska Katarzyna Komorowska Aneta Stankiewicz | Taipei Cinese Chen Yun-yun Lin Ying-shin Tsai Yi-ting | India Nina Chandel Aayushi Gupta Elavenil Valarivan |

### Misto

#### Squadre
| Evento                    | Oro                                      | Argento                              | Bronzo                                |
| Tiro a volo               |                                          |                                      |                                       |
| Fossa olimpica (dettagli) | Italia Simone D'Ambrosio Fiammetta Rossi | Taipei Cinese Liu Wan-yu Yang Kun-pi | Spagna Cristina Beltrán Aitor Carmona |

## Medagliere
| Pos.   | Paese         |    |    |    | Totale |
| ------ | ------------- | -- | -- | -- | ------ |
| 1      | Taipei Cinese | 3  | 2  | 1  | 6      |
| 2      | Iran          | 2  | 2  | 1  | 5      |
| 3      | Italia        | 2  | 1  | 1  | 4      |
| 4      | Corea del Sud | 1  | 3  | 1  | 5      |
| 5      | Slovacchia    | 1  | 1  | 2  | 4      |
| 6      | Cina          | 1  | 1  |    | 2      |
| 7      | Rep. Ceca     | 1  |    | 1  | 2      |
| 8      | Cipro         | 1  |    |    | 1      |
| 8      | Polonia       | 1  |    |    | 1      |
| 10     | India         |    | 1  | 2  | 3      |
| 11     | Kazakistan    |    | 1  | 1  | 2      |
| 12     | Finlandia     |    | 1  |    | 1      |
| 13     | Russia        |    |    | 2  | 2      |
| 14     | Spagna        |    |    | 1  | 1      |
| Totale | Totale        | 13 | 13 | 13 | 39     |